# インターネットの自由
インターネットの自由（インターネットのじゆう、英語: Internet freedom）とは、デジタル権、情報の自由、インターネットアクセスの権利、インターネット検閲、ネットワーク中立性などを含む、包括的な用語である。

## 人権としてのインターネットの自由
インターネットの自由を人権の1種として支持する団体には、国際連合人権理事会がある。国際連合人権理事会は、2012年にインターネットの自由を人権であると宣言している。Eric Sternerはインターネットの自由の最終的な目標には同意しているが、民主主義やその他の自由に注力することが最善の戦略であると述べている。

## 相対的に自由なインターネット
J・ゴールドスミスは、例として、ヨーロッパとアメリカ合衆国との間に言論の自由に関する基本的権利の相違が存在すること、その違いがどのようにインターネットの自由に影響を与えたかを指摘している。さらに、誤った情報を拡散し、オンラインコンテンツの正確性への信頼を弱体化させる特定の種類の言論の蔓延は、全ての国におけるインターネットの自由に関する懸念であり続けている。EUのデジタルサービス法（DSA）は、ソーシャルメディア上の偽情報と誤情報を規制することを目指している。DSAは2023年に施行され、大規模なオンラインプラットフォームと検索エンジンに適用されている。DSAは、プラットフォームに対して、偽情報や有害コンテンツの拡散を防ぐための措置、たとえば、偽情報の削除や降格を行うことを義務付けている。また、プラットフォームに対して、アルゴリズムとコンテンツモデレーションの実践の透明性をより高めることも義務付けている。このような措置を通じて、DSAは電子商取引指令2000以降に出現したEUの異なる国内法を調和させることを目指しており、国レベルでの違法コンテンツへの対処を進めている。

## 相対的に不自由なインターネット
一部の国では、特定のウェブサイトや単語を検閲しており、インターネットの自由が制限されている。中華人民共和国のインターネットユーザー数は世界最大であるが、世界で最も洗練された攻撃的なインターネット検閲と国家による管理体制が敷かれている。2020年、フリーダム・ハウスが発表したインターネットの自由のランキングでは、中国は64ヶ国中最低に位置づけられた。